# Pokémon Rumble U
Pokémon Rumble U (ポケモンスクランブルU?) è un videogioco della serie Pokémon per Wii U, appartenente alla serie di Pokémon Rumble.
Appartenente alla quinta generazione, nel videogioco sono presenti 649 Pokémon. I Pokémon iniziali di Pokémon Rumble U sono Pikachu, Snivy, Tepig e Oshawott.